# Massimo Paganin
Massimo Paganin (Vicenza, 19 luglio 1970) è un dirigente sportivo, allenatore di calcio ed ex calciatore italiano, di ruolo difensore.

## Biografia
È il fratello minore di Antonio Paganin.

## Caratteristiche tecniche
Difensore rapido, combattivo e abile nel gioco aereo, si distinse per professionalità e affidabilità.

## Carriera

### Giocatore
Inizia la sua carriera nel Bassano Virtus nel 1986, in Interregionale, dove sedicenne colleziona due presenze. L'anno successivo passa alla Fiorentina, dove milita per due stagioni nella squadra Primavera, senza mai scendere in campo con la prima squadra.
Nell'estate del 1989 passa alla Reggiana, in Serie B, dove trascorre tre anni: nei primi due gioca tre partite la prima stagione e sei la seconda; nella terza diventa titolare della formazione emiliana e colleziona 36 partite con un gol. Passa così al Brescia, neopromosso nella massima serie, con cui gioca la stagione 1992-1993 che si conclude con la retrocessione della squadra bresciana, con Paganin che disputa 30 partite con un gol.
Nel dicembre del 1992 viene acquistato per la stagione successiva dall'Inter per 6 miliardi di lire, dove ritrova il fratello Antonio: saranno quattro le stagioni in maglia nerazzurra. In totale disputa 107 partite in campionato con un gol, vestendo anche la fascia da capitano, e festeggia la vittoria della Coppa UEFA 1993-1994, unica occasione in cui un trofeo calcistico europeo è stato vinto contestualmente da due fratelli italiani. Nelle fasi più brillanti della sua militanza nell'Inter viene accostato alla nazionale, in particolar modo alla vigilia del campionato d'Europa 1996, vista la necessità di sostituire l'infortunato Ciro Ferrara: tuttavia, la scelta del commissario tecnico Arrigo Sacchi ricadrà sul giovane Alessandro Nesta, e Paganin non vestirà mai la maglia azzurra.
Nel settembre del 1997 lascia Milano e approda al Bologna per 10 miliardi di lire, dove rimane per tre stagioni giocando 92 partite, di cui 70 in Serie A, 8 in Coppa Italia, 8 in Coppa UEFA e 6 in Coppa Intertoto, con un gol (contro il Brescia in campionato). Trentenne, nel luglio 2000 passa all'Atalanta, appena promossa in Serie A, dove raccoglie due salvezze e 48 presenze. Viene quindi acquistato dalla Sampdoria nel 2002, con la squadra genovese che alla fine della stagione 2002-2003 viene promossa nella massima serie: Paganin scende in campo in sei occasioni per un grave infortunio che lo blocca per gran parte della stagione.
Fa quindi ritorno a casa, passando nell'estate del 2003 al Vicenza allenato da Iachini: 42 le sue partite in maglia biancorossa nel campionato di Serie B. Riconfermato anche per la stagione successiva, chiude la sua esperienza vicentina dopo 24 apparizioni e con una retrocessione (poi revocata) in Serie C1 al termine dei play-out contro la Triestina. Va quindi in Grecia, all'Akratitos, dove rimane fino al gennaio 2006, ritirandosi infine dal calcio giocato.

### Allenatore e dirigente
Dopo aver cessato l'attività agonistica come calciatore, Paganin svolse il ruolo di osservatore per il Vicenza e si dilettava con il beach soccer. Nel 2012 diventa l'allenatore dei Juniores Nazionali del Real Vicenza. Nel giugno 2013 viene ingaggiato dall'Union Quinto, in Eccellenza Veneta ma viene esonerato il 27 gennaio 2014.
Dal 2015 al 2018 è stato capo delegazione della Nazionale Under-19 di calcio dell'Italia e dal 2019 lo è della Under 21. Dal 2021 è capo delegazione dell’Under 20 e dirigente accompagnatore dell’Under 21.

## Dopo il ritiro
Dal 2015 è opinionista per Mediaset Premium e ai Mondiali 2018 è in Russia come commentatore delle partite.
Dal 2018 è opinionista per i programmi di Sport Mediaset. Oltre a lavorare presso Mediaset, nel 2018 è approdato a Inter TV. Dalla stagione 2021-2022 è la seconda voce nelle telecronache di Coppa Italia, Supercoppa italiana, Champions League e Mondiale per club sulle reti Mediaset. Nell’agosto del 2023 e del 2024 affianca Massimo Callegari e Riccardo Trevisani nella telecronaca del nuovo “Trofeo Silvio Berlusconi” su Canale 5  e, oltre a essere commentatore tecnico, è anche opinionista in studio a Coppa Italia LIVE e Mondiale per club LIVE.

## Palmarès
- Coppa UEFA: 1

Inter: 1993-1994
- Coppa Intertoto UEFA: 1

Bologna: 1998